# Поспишил, Франтишек
Фра́нтишек По́спишил (чеш. František Pospíšil; род. 2 апреля 1944, Унгошть, протекторат Богемии и Моравии) — чехословацкий хоккеист (защитник) и тренер.

## Биография

### Клубная карьера
Выступал в чемпионате Чехословакии за «Польди Кладно» с 1961 по 1978 год, после чего в 1978—79 годах играл в Германии за «Ландсхут». В 1971 и 1972 годах признавался лучшим игроком Чехословакии («Золотая клюшка»). В составе «Кладно» провел 17 сезонов (622 матча, 134 шайбы). Четырёхкратный чемпион Чехословакии (1975—78 г.), двукратный бронзовый призёр чемпионата Чехословакии (1971—72 г.). Обладатель Кубка европейских чемпионов 1977 года.

### Сборная Чехословакии
В сборной Чехословакии Поспишил играл в 1967—1977 годах (262 матча, 25 шайб). В её составе он завоевал золотые медали чемпионата мира  и Европы 1972, 1976 и 1977 годов,  серебряный призер чемпионата мира и Европы (1968, 1974 и 1975 г.) серебряный призер чемпионата мира (1971) и трёхкратный бронзовый  призёр чемпионатов мира и Европы (1969, 1970, 1973), чемпион Европы (1971) Был признан лучшим защитником турнира в 1972 и 1976 годах. Выступал на олимпийских играх 1968 (серебро), 1972 (бронза) и 1976 (серебро) годов и на Кубке Канады 1976 (финалист турнира).

### Тренерская карьера
Тренерскую карьеру Поспишил начал в Чехословакии в 1979 году, сначала со своей старой командой «Польди Кладно» в 1979—1983 годах (чемпион Чехословакии 1980 года, серебряный призёр чехословацкой лиги 1982 года, бронзовый 1981 года), а в 1983-85 — «Хемопетрол Литвинов». В 1986 году он был помощником главного тренера сборной Чехословакии Яна Старши.
Член Зала хоккейной славы ИИХФ с 1999 года. 4 ноября 2008 года был принят в зал хоккейной славы Чехии.